# المركز الوطني للصحة التكميلية والتكاملية
المركز الوطني للصحة التكميلية والتكاملية (إن سي سي آي إتش) (بالإنجليزية  National Center for Complementary and Integrative Health (NCCIH))، هو وكالة تابعة لحكومة للولايات المتحدة الأمريكية، تستكشف الطب التكميلي والبديل (سي إيه إم).
أُنشئ المركز في البداية باسم مكتب الطب البديل (أو إيه إم)، ثم أعيدت تسميته ليصبح المركز الأمريكي الوطني للطب التكميلي والبديل (إن سي سي إيه إم) قبل أن يحمل اسمه الحالي.
يُعتبر «إن سي سي آي إتش» واحدًا من 27 معهدًا ومركزًا تشكل المعاهد الوطنية للصحة (إن آي إتش) ضمن وزارة الصحة والخدمات البشرية التابعة للحكومة الفيدرالية للولايات المتحدة الأميركية. تتمثل مهمتها المعلَنة في «تحديد فائدة تدخلات الطب التكميلي والبديل وسلامتها وأدوارها في تحسين الصحة والرعاية الصحية، من خلال الاستقصاء العلمي الدقيق».

## التنظيم والتاريخ

### الاسم وتصريح المهمة
تأسست «إن سي سي آي إتش» في أكتوبر عام 1991 تحت اسم مكتب الطب البديل (أو إيه إم)، الذي أعيد تأسيسه ليصبح «إن سي سي إيه إم» في أكتوبر 1998، وتغير الاسم مجددًا ليصبح «إن سي سي آي إتش» في ديسمبر عام 2014.
أُجريت مناقشة لتغيير الاسم إلى «إن سي سي آي إتش» في محاولة من المركز لتخفيف حدة الانتقادات، مثل تجنب مصطلح «بديل» والابتعاد عن إجراء دراسات ممولة مشكوك بكفاءتها.
بين تصريح مهمة المركز الوطني للصحة التكميلية والتكاملية أن «المركز مكرَّس لاستكشاف ممارسات الشفاء التكميلية والبديلة في سياق المنهج العلمي الصارم؛ وتدريب الباحثين في مجال الطب التكميلي والبديل؛ ونشر المعلومات الموثوقة للجمهور والاختصاصيين». وبصفته المركز الوطني للصحة التكميلية والتكاملية، فإن تصريح مهمته هو «تحديد فائدة تدخلات الطب التكميلي والبديل وسلامتها وأدوارها في تحسين الصحة والرعاية الصحية من خلال الاستقصاء العلمي الدقيق».

### بصفته مكتب الطب البديل (أو إيه إم)
عُيَن جوزيف جيه جاكوبس أول مدير لمكتب الطب البديل في عام 1992. في البداية تسبب إصرار جاكوبس على منهجية علمية صارمة في حدوث صدام مع رعاة المكتب مثل السيناتور الأمريكي توم هاركن.
انتقد هاركن -الذي كان مقتنعًا أن حساسيته شٌفيت نتيجة تناوله حبوب لقاح النحل- «القواعد الثابتة للتجارب السريرية العشوائية» قائلًا: «ليس من الضروري أن يفهم المجتمع العلمي العملية العلاجية قبل أن يتمكن الشعب الأمريكي من الاستفادة من هذه العلاجات».
يُقال إن مكتب السيناتور هاركين ضغط على مكتب الطب البديل لتمويل دراسات عن «نظريات معينة تثير اهتمامه»، بما في ذلك حبوب لقاح النحل ومثبط انقسام الخلايا الورمية (أنتي نيوبلاستون) (مجموعة من الببتيدات الموجودة في الفطر والحموض الأمينية والببتيدات المشتقة من بول المصابين بالفشل الكلوي، ادعى مخترعها الكيميائي بورزينسكي أن نسبة هذه المركبات تكون أقل في بول المصابين بالسرطان ودمائهم لذلك فهي تعمل كمضادات للأورام وعلاج بديل للسرطان وأنشأ فيلمًا يتحدث عن ذلك).
في مواجهة المقاومة المتزايدة لاستخدام المنهجية العلمية في دراسة الطب البديل، انتقد أحد أعضاء مجلس الإدارة باري كاسيلث المكتب علنًا، قائلًا: «إن كمية الهراء التي تسربت إلى كل جانب من جوانب هذا المكتب أمر مدهش..... إنه المكان الوحيد الذي تُعتبر فيه الآراء على أنها مساوية للبيانات».
وأخيرًا في عام 1994 ظهر السيناتور هاركن على التلفاز مع مرضى السرطان الذين ألقوا اللوم على جاكوبس لأنه منعهم من الوصول إلى مثبط انقسام الخلايا الورمية «أنتي نيوبلاستون» ما أدى إلى شعور جاكوبس بالإحباط وتقديم استقالته من مكتب الطب البديل.
في مقابلة له مع مجلة العلوم، «انتقد جاكوبس السياسيين -وخاصة السيناتور توم هاركن- لضغطهم على مكتبه لتشجيع علاجات محددة، في محاولة للالتفاف حول الطب الموضوعي حسب قوله».
حصل هاركن على الدعم من النائب في ولاية آيوا بيركلي بيديل أيضًا، إذ استخدم بيديل لبأ البقر لعلاج داء لايم الذي عانى منه.